# 藍 (姓)
藍（らん）は漢姓の一つ。『百家姓』の131番目の姓である。
華南と台湾に多い。シェ族に由来するといわれ、雷と並べてシェ族に多い姓の1つである。2020年の中華人民共和国の統計では人数順の上位100姓に入っていないが、台湾の2018年の統計で67番目に多い姓で、41,831人がいる。
中国では二簡字などの影響により「蘭」（簡体字では「兰」）と書かれる場合がある。

## 著名な人物
- 藍采和 - 八仙の一人。
- 藍玉 - 明の将軍。
- 藍天蔚 - 清・中華民国の軍人。
- 藍正龍 - 台湾の俳優。